# Москворецкий дендропарк
Москворецкий дендропарк — парк-питомник, расположенный на территории Москворецкого парка, в районе Мневниковской поймы Москвы-реки, в Северо-Западном округе города Москвы. Дендропарк был создан для знакомства с уникальной и типичной растительностью.

## История
Проект организации дендропарка в границах ПИП «Москворецкий» разработан с целью формирования участка научно-познавательного вида использования, с уникальной и типичной растительностью, соответствующей статусу особо охраняемой природной территории природно исторический парк.
Идея дендропарка заключается в объединении различных функциональных зон. Помимо размещения коллекции деревьев и кустарников по региональному принципу, здесь планировались мероприятия по организации участков для обучения студентов, научно-практической деятельности, проведение тематических выставок, экологическое просвещение школьников, уголки естественной природы. Такое насыщение парка делает его многофункциональным, интересным для различных групп населения.
Москворецкий дендропарк создан при участии департамента природопользования и охраны окружающей среды города Москвы, управления особо охраняемых природных территорий (ООПТ) по Северо-Западному административному округу на территории Мневниковской поймы. Заказал работу фонд «Экология для всех», строила парк компания «Эко-грин». До основания парка на этой территория находилась свалка твердых и бытовых отходов, объёмом 5 тыс. м³. Осенью 2010 года парк очистили от мусора. Весной 2011 вырубили самосев кустарников и невысоких деревьев, завезли плодородный грунт и высадили первые растения. Парк открыли 1 октября 2011 года.
На создание дендропарка потратили 90 млн рублей. Президент «Лукойла» Вагит Алекперов выделил на строительство $3 млн. (90 млн рублей по курсу 2011 года), что было указано на памятном камне, установленном на главной аллее дендропарка.
На данный момент[когда?] парк заброшен, в связи со строительством эстакады на границе парка с улицей Нижние Мнёвники, перекладкой коммуникаций и неопределённым статусом данной территории. Павильоны (входная группа) пострадали в ходе пожара и в 2019 году были снесены в связи с тем, что не подлежали восстановлению. В 2020 году были демонтированы все информационные щиты, лавочки, деревянный забор, вывезен памятный камень, в связи с тем что они были повреждены в результате вандальных действий. Все грунтовые дорожки заросли травой, дорожки из плитки периодически очищают силами Управы района Хорошёво-Мнёвники.

## Особенности
Площадь дендропарка — три гектара.

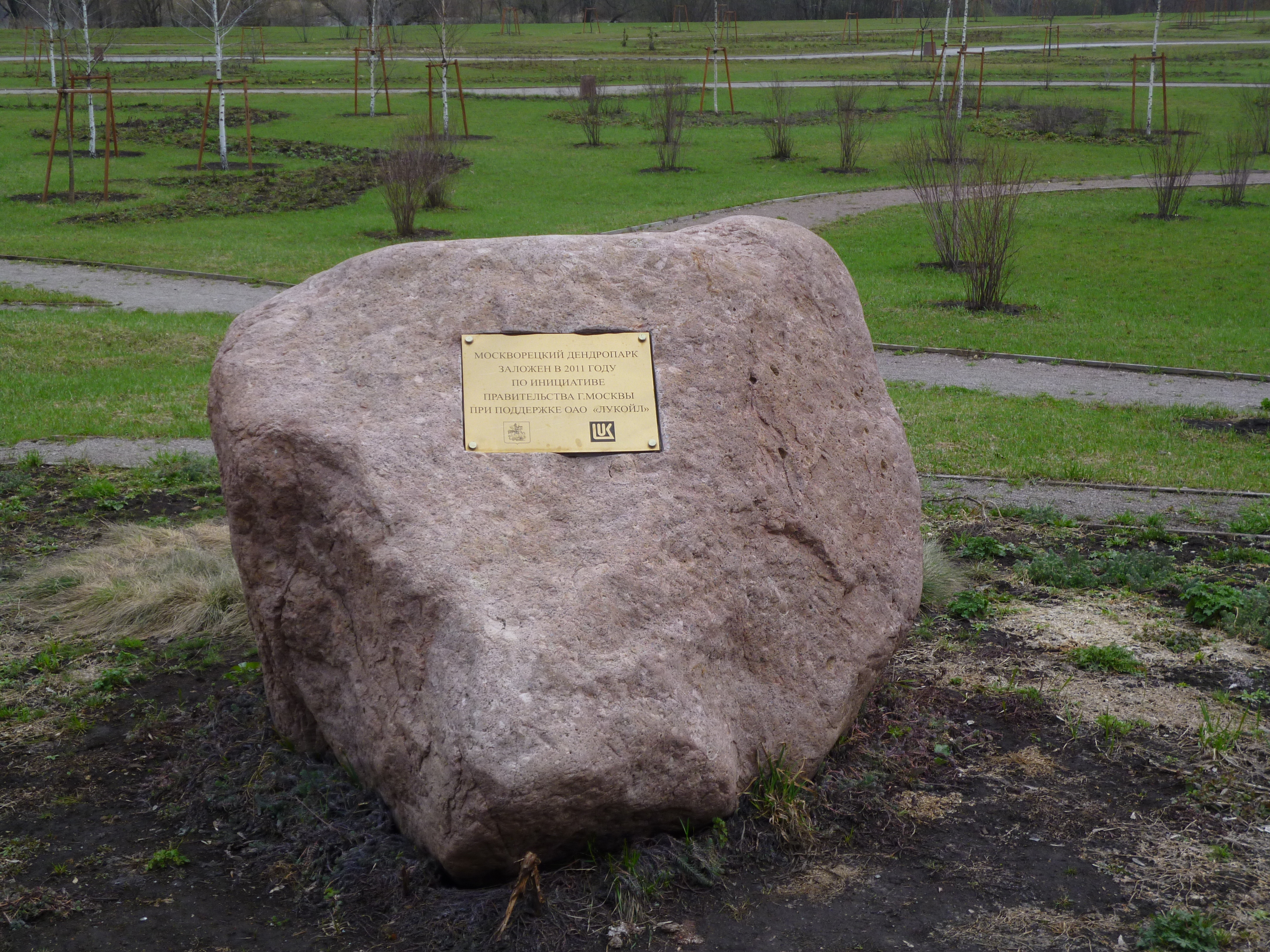
Камень с табличкой у входа в парк

Территории парка разделена на шесть климатических зон, в которых высажены растения, характерные для этих регионов:
1. Дальний Восток России;
2. Сибирь;
3. Азия (Восточная, Малая, Средняя,) и Ближний Восток;
4. Европейская часть России;
5. Западная Европа;
6. Северная Америка;

На территории парка были посажены 63 вида хвойных и 275 видов лиственных деревьев, 784 вида лиственных кустарников, 15 видов водных и прибрежных растений. Например, сосна, лиственница, ель, береза, вяз, дуб, пихта, клен и др.
Территорию парка пересекают грунтовые и вымощенные плиткой дорожки. Есть искусственный водоем.